# Davide Marfella
Davide Marfella (* 15. September 1999 in Pozzuoli) ist ein italienischer Fußballspieler. Der Torhüter stand zuletzt bis Sommer 2023 bei der SSC Neapel unter Vertrag.

## Karriere
Marfella begann seine Karriere in den Jugendabteilungen von ASD Puteolana 1902, ASD US Savoia 1908 und SSC Neapel. 2016 spielte er mit der U19 letzterer in der UEFA Youth League erstmals auf höherem Niveau. Im August 2017 wechselte er für ein Jahr auf Leihbasis zu Vis Pesaro 1898. Dort kam er in der Serie D als Stammtorhüter in 35 Ligaspielen zum Einsatz. Nach Ablauf der Leihe kehrte er zunächst zu Neapel zurück und wurde dort an den ersten beiden Spieltagen der Saison 2018/19 für den Kader nominiert. Da aber keine Aussicht auf Spielzeit bestand, wurde der Torhüter erneut verliehen – dieses Mal für ein Jahr an die SSC Bari. In der apulischen Hauptstadt war er wie bei seiner ersten Leihstation Stammspieler und absolvierte 36 Partien. Am Ende der Saison stand der Aufstieg in die dritte Liga fest und der Spieler entschloss sich zu einem dauerhaften Wechsel nach Bari. In der nachfolgenden Spielzeit verlor er seine Stammposition und wurde nur drei Mal eingesetzt. Da auch nach Abschluss der Saison 2020/21 lediglich zwei weitere Einsätze zu Buche standen, entschloss sich der Spieler seinen auslaufenden Vertrag nicht zu verlängern und zu seinem ehemaligen Verein SSC Neapel zu wechseln. Hier verbrachte er den Großteil seiner ersten Spielzeit auf der Bank, bevor er am letzten Spieltag in der 80. Minute für Alex Meret eingewechselt wurde und somit sein Debüt in der höchsten italienischen Spielklasse feierte.